# Åsbo hembygdsförening
Åsbo hembygdsförening är en hembygdsförening i Boxholms kommun, bildades 1929. Är en förening som värnar om Åsbo sockens kultur och historia. Åsbo Hembygds- och Fornminnesförening.

## Historik
Åsbo hembygdsförening bildades 1929 under namnet Åsbo Hembygds- och Fornminnesförening. Initiativtagare till bildandet var vaktmästaren Herman Fredriksson och förenings första ordförande blev Carl Philip Klingspor, Grönlund. Föreningen fick gården Hybbeln skänkt till sig av Carl Philip Klingspor för att användas som Åsbo hembygdsgård. Hembygdsgården har under årens lopp fått till skänkt sig byggnader: 1953 Dungarpsboden, Ekeby socken, 1956 backstugan Fällan, 1973 Lada från Bämelsbo och 1999 Atterbomshuset.

## Ordförande
- 1929-1950: Carl-Philip Klingspor[1]
- 1950–1960: Wilhelm Nisser[1]
- 1960–1970: Sven Malmqvist[1]
- 1970–1983: Göran Bergengren[1]
- 1983–2004: Sten-Olof Ragnar[1]
- 2004–2016: Göran Bergengren[1]
- 2016: Sten Casparsson[1]
- 2024: Jonas Cannervik-Wass

## Filmografi
- 2013 - Hönsa Lotta